# Argyrodes miltosus
Espèce
Argyrodes miltosus est une espèce d'araignées aranéomorphes de la famille des Theridiidae.

## Distribution
Cette espèce est endémique de Chine. Elle se rencontre à Chongqing, au Guizhou, au Zhejiang, au Hubei et au Hunan.

## Publication originale
- Zhu & Song, 1991 : Notes on the genus Argyrodes from China (Araneae: Theridiidae). Journal of Hebei Pedagogic Collection, Natural Science Edition, vol. 91, no 4, p. 130-146.